# Pepo Campanera
Josep Campanera Pallarés (Tarragona, 2 de julio de 2000), más conocido como Pepo Campanera, es un futbolista español. Juega como guardameta y su equipo es el Reus Futbol Club Reddis de la Segunda Federación.
Temporada 23/24 G
Gimanstic de Tarragona B 

## Trayectoria
Se formó en las categorías inferiores del Gimnàstic de Tarragona. En 2018, es fichado por el segundo equipo de la Cultural y Deportiva Leonesa, el Júpiter Leonés.
El 1 de agosto de 2019, llega libre al AD Llerenense firmando por 1 temporada.
El 1 de julio de 2020, llega libre al AE Prat firmando por 1 temporada.
El 20 de enero de 2022, firma por la Cultural y Deportiva Leonesa.
El 25 de agosto de 2022, firma por el Club de Fútbol Talavera de la Reina "B".
El 1 de julio de 2024, firma por el Reus Futbol Club Reddis.

## Clubes
| Club                         | País   | Año       |
| ---------------------------- | ------ | --------- |
| Júpiter Leonés               | España | 2018-2019 |
| AD Llerenense                | España | 2019-2020 |
| CE El Catllar                | España | 2020      |
| AE Prat                      | España | 2020-2021 |
| Cultural y Deportiva Leonesa | España | 2022      |
| CF Talavera B                | España | 2022-Act. |